# نردبان‌شاخان
نردبان‌شاخان(نام علمی: Climacoceratidae) نام یک تیره از راسته جفت‌سم‌سانان است.